# Torkaman (Verwaltungsbezirk)
Torkaman  (persisch شهرستان ترکمن), ehemals Bandar-e Torkaman, ist ein Schahrestan in der Provinz Golestan im Iran. Er enthält die Stadt Bandar-e Torkaman, welche die Hauptstadt des Verwaltungsbezirks ist. Der Verwaltungsbezirk grenzt an das Kaspische Meer.

## Kreise
- Zentral (بخش مرکزی)

## Demografie
Bei der Volkszählung 2016 betrug die Einwohnerzahl des Schahrestan 79.978. Die Alphabetisierung lag bei 88 Prozent der Bevölkerung. Knapp 67 Prozent der Bevölkerung lebten in urbanen Regionen.
| Zensusjahr | Einwohnerzahl |
| ---------- | ------------- |
| 2011       | 72.803        |
| 2016       | 79.978        |